# Steve Strange
Steve Strange, właśc. Steven John Harrington (ur. 28 maja 1959 w Newbridge w Wielkiej Brytanii, zm. 12 lutego 2015 w Szarm el-Szejk w Egipcie) – walijski wokalista pop, założyciel grupy Visage, z którą wylansował międzynarodowy przebój „Fade to Grey”. Był jedną z głównych postaci brytyjskiego ruchu new romantic na początku lat 80. Działał także jako organizator i promotor imprez klubowych.

## Życiorys
Harrington urodził się w mieście Newbridge w Walii, lecz część dzieciństwa spędził także w Aldershot w Anglii. Jego rodzice posiadali pensjonat i nadmorskie kawiarnie, lecz rozwiedli się, gdy miał kilka lat.
Zainteresował się punk rockiem w połowie lat 70. Przyjaźnił się z Glenem Matlockiem z grupy Sex Pistols i Jean-Jakiem Burnelem z The Stranglers, a następnie sam występował w punkowych zespołach The Moors Murderers i The Photons. Pod koniec lat 70. Steve rozpoczął karierę w branży klubowej, organizując popularne imprezy w londyńskich lokalach, takich jak Blitz w Soho, a później Camden Palace w Camden Town. Zyskały one rozgłos dzięki ekstrawaganckim strojom i makijażom gości i zapoczątkowały modę na styl new romantic. Wystąpił gościnnie w teledysku „Ashes to Ashes” Davida Bowie.
W 1978 roku Steve Strange założył zespół Visage, w którego skład weszli również Midge Ure, związany z Ultravox, oraz Rusty Egan z grupy Rich Kids. Ich piosenka „Fade to Grey” na przełomie lat 1980 i 1981 stała się międzynarodowym przebojem. Zespół Visage w latach 1980–1984 wydał trzy albumy nakładem Polydor Records, z których dwa pierwsze, Visage i The Anvil, odniosły sukces na europejskich listach sprzedaży. W tamtym czasie grupa wylansowała też kolejne przeboje, w tym „Mind of a Toy”, „The Damned Don’t Cry” i „Night Train”. Po niepowodzeniu płyty Beat Boy trio zakończyło działalność, a Steve założył nowy projekt muzyczny o nazwie Strange Cruise. Zespół ten wydał tylko jedną płytę nakładem EMI w 1986 roku, która okazała się porażką komercyjną i wkrótce także się rozwiązał.
W drugiej połowie lat 80. Strange wyjechał na Ibizę, gdzie pracował jako organizator imprez trance. W 1988 roku nagrał singel „Manipulator” z Rogerem Taylorem z grupy Queen pod szyldem The Cross. Na początku lat 90. był związany z klubem Double Bass na Ibizie, a następnie prowadził imprezy w klubie Emporium w Soho w Londynie.
Powrócił do muzyki w 2002 roku, kiedy to wydał autobiografię Blitzed! The Autobiography of Steve Strange i wziął udział w serii koncertów poświęconych muzyce lat 80. Reaktywował Visage w nowym składzie i w 2007 wydał premierową piosenkę „Diary of a Madman”. Wziął udział w różnych produkcjach telewizyjnych, min. reality show BBC Celebrity Scissorhands, którego pierwszą serię wygrał, oraz w serialu Powstać z popiołów także na antenie BBC, gdzie zagrał samego siebie i wykonał „Fade to Grey”.
Po kolejnych zmianach w składzie, zespół Visage wydał niezależnie nową płytę Hearts and Knives w maju 2013, która jednak nie osiągnęła sukcesu na listach sprzedaży. Steve kontynuował występy i nagrywanie nowego materiału z Visage. Zmarł na atak serca podczas wakacji w Egipcie w lutym 2015. Przyniosło to definitywny kres działalności Visage. Pozostali muzycy dokończyli tylko ich ostatnią wspólną płytę Demons to Diamonds, którą wydali w listopadzie tego samego roku.

## Życie prywatne

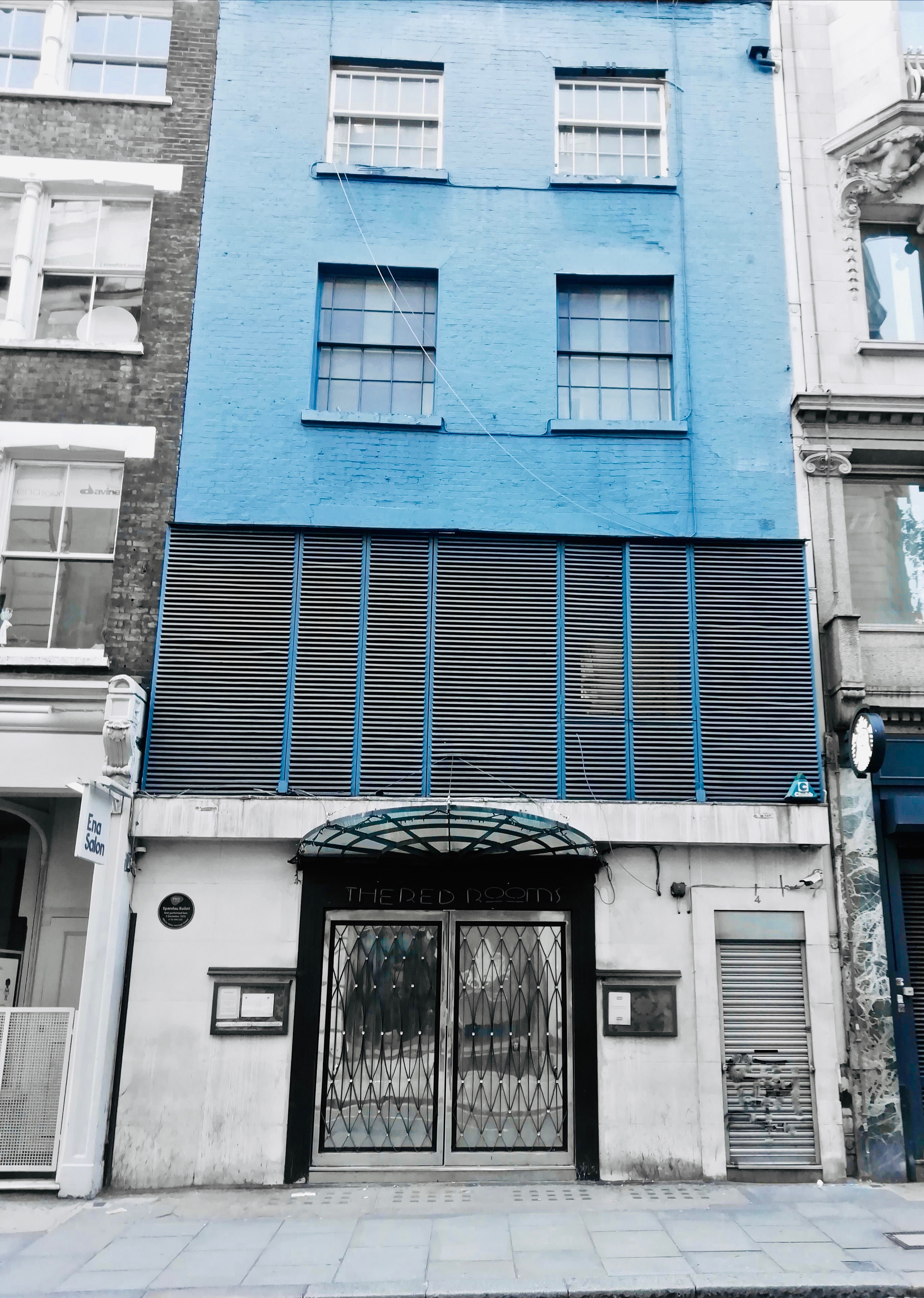
Covent Garden, dawna siedziba klubu Blitz (fotografia współczesna)

Był biseksualistą. W latach 80. uzależnił się od kokainy i heroiny, zmagając się z nałogiem przez wiele następnych lat. Został kilkakrotnie złapany na kradzieży w sklepach, m.in. w 1999 roku w Porthcawl, za co dostał wyrok w zawieszeniu.

## Dyskografia
Visage
- 1980: Visage
- 1982: The Anvil
- 1984: Beat Boy
- 2013: Heart and Knives
- 2015: Demons to Diamonds

Strange Cruise
- 1986: Strange Cruise